# 肥土貴美男
肥土 貴美男（あくと きみお、1956年8月3日 - ）は、NHKの元シニアアナウンサー。

## 人物
埼玉県立秩父高等学校を経て國學院大學卒業後、1980年入局。日本語センター出向時代は国士舘大学非常勤講師も務めた。
アナウンサー職を経て、東京・ラジオセンターのディレクターとなった。現在はNHKを退職し、東京で外国人への日本語教師をしている。

## 過去の担当番組
- あおぞら号からこんにちは（帯広局）
- ニュースネットほっかいどう（帯広局キャスター）
- NHKニュースワイド（スポーツキャスター）
- 大相撲中継他スポーツ中継（1990年頃まで）
- NHKモーニングワイド（東北キャスター）
- 週刊とうほくゼミナール
- サンデー経済スコープ（1994年4月10日 - 1996年3月24日）
- NHKジャーナル（1996年 - 1997年6月）
- 今夜もあなたのパートナー
- 情報プリズム北海道（1998年度）

※“アクトアップ”というコーナーがあった。
- だいすき北海道（1999年度）
- さわやか自然百景
- おーいニッポン（登別温泉湯かけまつりの中継）
- ほくほくテレビ（「everyday日高」担当）
- ワールドドキュメント（コメンテーター）
- 10min.ボックス（ナレーション）
- もっと知りたい! 暮らしQ&A（2004年度）
- NHKニュースおはよう青森（2度目の仙台異動後も出向で担当）
- ウィークエンド東北（1990年代、2010年4月 - 2014年3月）
- サバトセーラ東北（2011年5月 - 2014年3月 制作）
- 週刊☆サッカー王国（2014年6月13日 - 2015年6月5日 パーソナリティ）

### ラジオ
- ひるの散歩道
- 民謡をたずねて
- 新春 朗読への招待－教科書の中の名作（山月記を朗読）
- 仙台発ラジオ深夜便

## 著書
- 21みちのくロマン（東北地域研究所出版）